# Adikhalamani
Adikhalamani est un souverain koushite qui règne sur le royaume de Méroé dans la première moitié du IIe siècle av. J.-C..

## Biographie
Adikhalamani succède au roi Arqamani et devient ainsi le septième souverain à régner sur le royaume de Méroé. Le royaume de Méroé est un État qui domine la Nubie (Koush) depuis la ville de Méroé, au Soudan actuel, au Ier millénaire av. J.-C.. Une des particularités de ce royaume est sa très forte proximité culturelle et religieuse avec l'Égypte pharaonique voisine. Adikhalamani se fait ainsi représenter comme un pharaon et adopte une titulature de roi égyptien. Comme son prédécesseur, Adikhalamani arbore les mêmes épithètes que le pharaon rival Ptolémée IV dans son nom de Sa-Rê : vivant éternellement, aimé d'Isis.

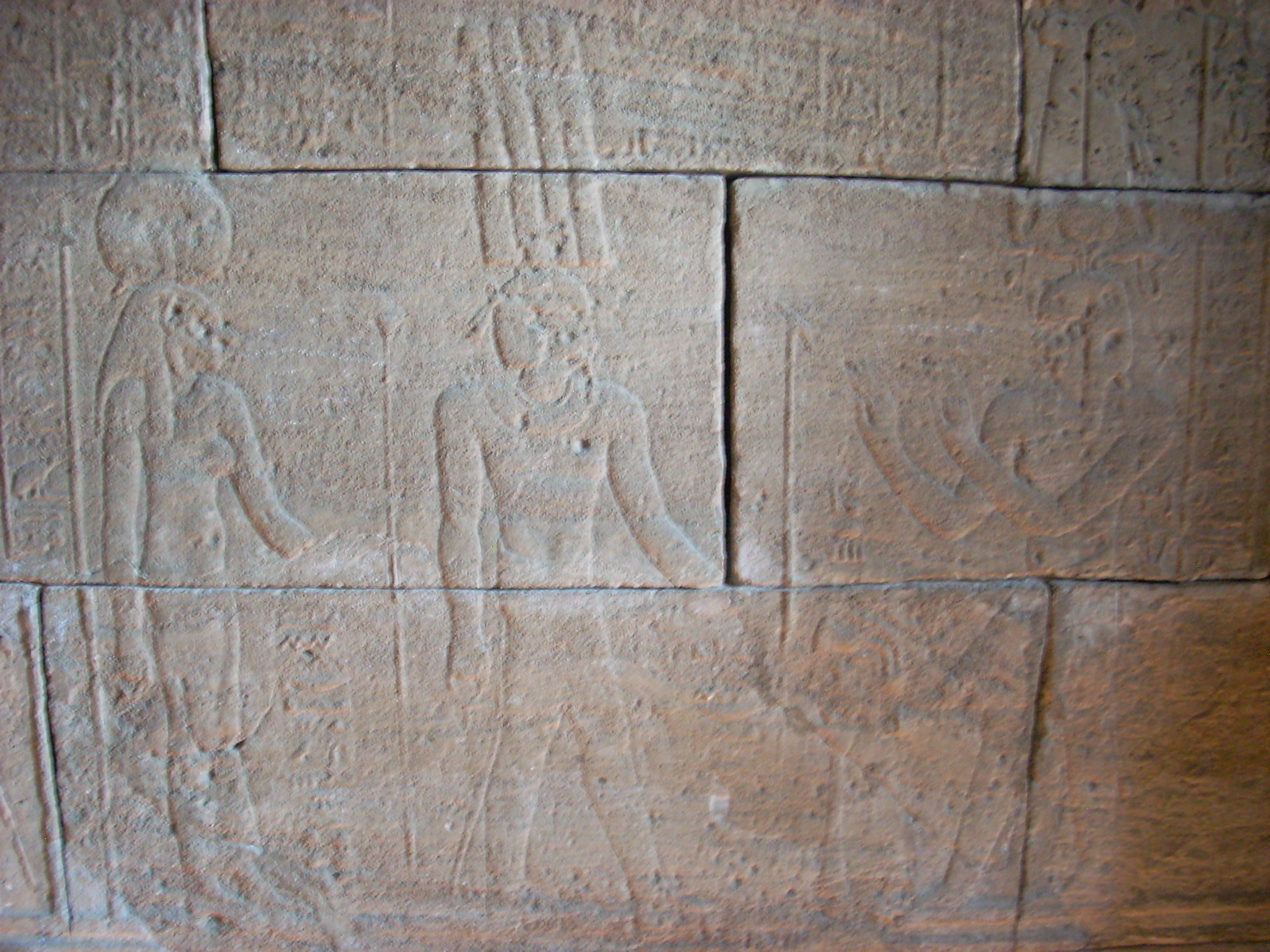
Adikhalamani faisant une offrande à Arensnouphis et Tefnout (temple de Debod).

Le règne d'Adikhalamani s'inscrit dans la continuité de celui de son prédécesseur Arqamani. Adikhalamani continue l'occupation de la Basse-Nubie, récemment prise à l'Égypte, où il poursuit la construction de temples débutée par les Ptolémées, comme le Temple d'Amon de Debod. Collaborant avec le clergé et les travailleurs locaux, le roi cherche moins à occuper militairement la région qu'à démontrer son autorité morale et religieuse sur les souverains hellénistiques d'Alexandrie qui sont vus comme de vulgaires usurpateurs.
Comme son prédécesseur, Adikhalamani soutient les pharaons autoproclamés Hérouennéfer puis Ânkhouennéfer lors de la grande révolte de la région thébaine (en Haute-Égypte) contre le pouvoir des pharaons lagides. Adikhalamani est probablement contemporain de Ptolémée V et de la fin de la grande révolte thébaine. Le roi koushite participe en allant même jusqu'à envoyer des troupes nubiennes en Égypte afin de soutenir les insurgés. En août 186, l'armée lagide affronte la troupe rebelle menée par Chaonnophris dans une bataille rangée quelque part au sud d'Assouan. Malgré la présence des renforts nubiens, les égyptiens et leur chef sont vaincus, mettant définitivement fin à 20 ans de révolte de la Thébaïde. D'après le 2e décret de Philae, les chefs koushites sont également tués durant la bataille. Après ces événements, l'influence de rois koushites diminue et les lagides reprennent petit à petit le contrôle de la Basse-Nubie.

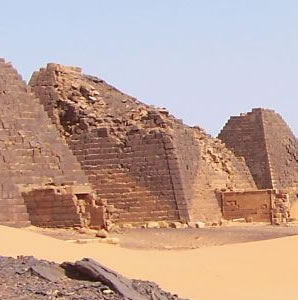
La pyramide d'Adikhalamani (Beg N 8) sur le site de Méroé.

La fin du règne et la succession d'Adikhalamani sont mal connues et assez confuses. Deux rois de Méroé, Tabirqo et Taneyideamani, pourraient être des fils d'Adikhalamani et de sa femme Nahirqo. Néanmoins, aucun de ces deux rois n'a visiblement succédé directement à Adikhalamani. On pense que ceux-ci étaient trop jeunes pour régner et que Nahirqo a assuré plusieurs périodes de régence assez longues, d'abord entre Adikhalamani et Tabirqo (dont le règne a été apparemment assez bref), puis entre Tabirqo et Taneyideamani.

## Sépulture
Adikhalamani est enterré à Méroé dans la pyramide nubienne Beg N 8.